# Nikostratos (Sohn des Menelaos)
Nikostratos (altgriechisch Νικόστρατος Nikóstratos) ist eine Gestalt der griechischen Mythologie.
Gemäß einer alten Überlieferung war er ein Sohn des Menelaos und der Helena, und somit ein Bruder der Hermione.
In späteren Varianten wird erzählt, dass Nikostratos und Megapenthes die Söhne einer Sklavin waren, weshalb sie bei der Thronfolge ausschieden und stattdessen Orestes, der Neffe des Menelaos, König von Sparta wurde. Nach rhodischer Sage vertrieben die Brüder ihre Stiefmutter Helena aus dem Lande.